# Living – Einmal wirklich leben
Living – Einmal wirklich leben (Originaltitel Living) ist ein Filmdrama von Oliver Hermanus, das Ende Januar 2022 beim Sundance Film Festival seine Premiere feierte und am 4. November 2022 in die Kinos im Vereinigten Königreich kam. Bei Living handelt es sich um eine englischsprachige Adaption des Films Ikiru von Akira Kurosawa aus dem Jahr 1952. In Living spielt Bill Nighy einen krebskranken Kommunalbeamten, der erkennt, dass er in seinem Job viel Lebenszeit für unwichtige Dinge verwendet hat.

## Handlung
Nach dem Zweiten Weltkrieg in England, in den 1950er Jahren: Am ersten Arbeitstag von Peter Wakeling in der Abteilung für die Vergabe öffentlicher Bauaufträge der London County Hall erfährt er von seinen neuen Kollegen Middleton, Rusbridger und Hart alles, was er über seinen zukünftigen Chef Mister Rodney Williams wissen muss. Der ist Witwer, ein erfahrener Beamter und nimmt den Wiederaufbau des Landes sehr ernst, auch wenn er nur ein kleines Rädchen in der Bürokratie ist.

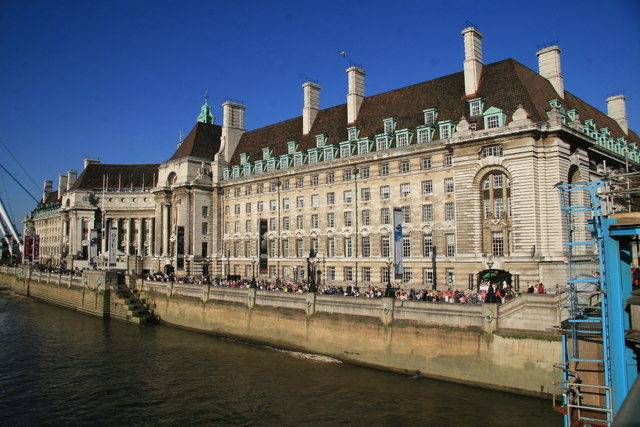
Die County Hall in London, Dreh- und Handlungsort des Films

Eine Gruppe Frauen, angeführt von Mrs. Smith, versucht bei den Behörden einen Antrag zu stellen, um einen Spielplatz auf dem Grundstück eines ausgebombten Gebäudes anzulegen. Allerdings werden sie dabei nur von Abteilung zu Abteilung geschickt, während Williams den Antrag schließlich auf seinem Papierstapel ablegt, mit der klaren Intention ihn nicht weiter bearbeiten zu wollen.
Als Williams erfährt, dass er aufgrund eines Magenkarzinoms nur noch sechs bis neun Monate zu leben hat, verschweigt er dies gegenüber seinem Sohn Michael und seiner Schwiegertochter Fiona. Ausgestattet mit der Hälfte seiner Ersparnisse und einer tödlichen Menge Schlafmittel fährt er ans Meer, anstatt zur Arbeit zu gehen. In dem Küstenort macht er die Bekanntschaft eines angehenden Schriftstellers, dem er von seiner tödlichen Erkrankung erzählt. Der junge Mann möchte Williams zeigen, wie er die ihm bleibende Zeit nutzen kann und führt ihn durch das Nachtleben. Im Laufe der Nacht trinkt Williams maßlos, tauscht unter anderem seinen traditionellen Melonenhut gegen einen Fedora und singt in einem Pub den schottischen Folksong „The Rowan Tree“ aus seiner Kindheit, muss ihn jedoch abbrechen.
In London zurückgekehrt, geht er weiterhin nicht zur Arbeit. Zufällig trifft er seine nunmehr ehemalige Kollegin Margaret Harris, die inzwischen eine Stelle im Restaurant Lyon’s Corner House angetreten hat. Er verbringt mit ihr einen angenehmen Nachmittag, wird dabei allerdings von einer neugierigen Nachbarin beobachtet. Diese informiert Fiona, die wiederum Michael bittet, wegen aufkommender Gerüchte mit seinem Vater zu sprechen. Williams versucht derweil, seinen Mut zusammenzunehmen und seinem Sohn von der Diagnose zu erzählen. Allerdings kriegt es keiner der beiden hin, sein jeweiliges Anliegen anzusprechen.
Während Williams’ Zustand sich weiter verschlechtert, versucht er mehr Zeit mit Miss Harris zu verbringen, deren wohltuende Wärme und Lebendigkeit er bewundert. Ihr offenbart er, dass er bald sterben wird. Am nächsten Tag kehrt er noch einmal zur Arbeit zurück und wählt den Antrag der Spielplatz-Damen als sein Herzensprojekt aus. Fortan setzt er alles daran, inmitten der Ruinen eines zerbombten Viertels einen Spielplatz zu bauen.
Obwohl er sich gegen viele Widerstände bei Kollegen und Vorgesetzten durchkämpfen muss, hat er Erfolg mit dem Projekt. Allerdings verstirbt er kurze Zeit nach Fertigstellung des Spielplatzes.
Auf der gut besuchten Beerdigung zeigen sich insbesondere die antragstellenden Frauen sehr dankbar.
Williams’ Sohn Michael versucht von Miss Harris eine Antwort auf die quälende Frage zu bekommen, ob Williams ihr von seiner Diagnose erzählt hat, ihm aber nicht.
Williams’ Kollegen schwören sich, künftig mutig und verantwortlich zu handeln und sich an dem Williams der letzten Monate zu orientieren, der sich auch Widerständen widersetze. Sie fallen jedoch schnell wieder in alte Muster zurück. Allerdings wirken Williams´ Worte in Mr. Wakeling nach, der erst kurz vor Williams’ Diagnose Teil des Bauamts wurde, zumal er in einem an ihn gerichteten Brief von Williams aufgefordert wird, immer an das Spielplatzprojekt zu denken, wenn er entmutigt werden sollte.
Am Spielplatz trifft Wakeling auf einen örtlichen Polizisten, der ihm von einer Szene berichtet, die ihn nicht loslässt. An einem verschneiten Winterabend kurz vor Williams´ Tod habe er ihn auf der Schaukel des Spielplatzes sitzen und schaukeln gesehen, wobei er mit geschlossenen Augen alle Strophen von ´The Rowan Tree´ gesungen habe. Der Officer fühlt sich schuldig, weil er Williams trotz der Kälte nicht unterbrochen und ins Warme geschickt hat. Wakeling versichert dem Polizisten, dass er richtig gehandelt habe und Williams in jenem Moment wahrscheinlich glücklicher gewesen sei als jemals zuvor.

## Produktion

### Filmstab
Es handelt sich bei dem Film um eine englischsprachige Adaption des Films Ikiru von Akira Kurosawa aus dem Jahr 1952. Die Zeit, in der Kurosawas Film spielt, wurde für die Neuauflage beibehalten, der Schauplatz jedoch von Japan nach Großbritannien verlagert. Regie führte der Südafrikaner Oliver Hermanus. Es handelt sich nach Shirley Adams, Beauty, The Endless River und Moffie um seinen fünften Spielfilm. Kazuo Ishiguro, ein britischer Schriftsteller japanischer Herkunft, adaptierte Kurosawas Drehbuch für den Film.

### Besetzung, Kostüme und Synchronisation

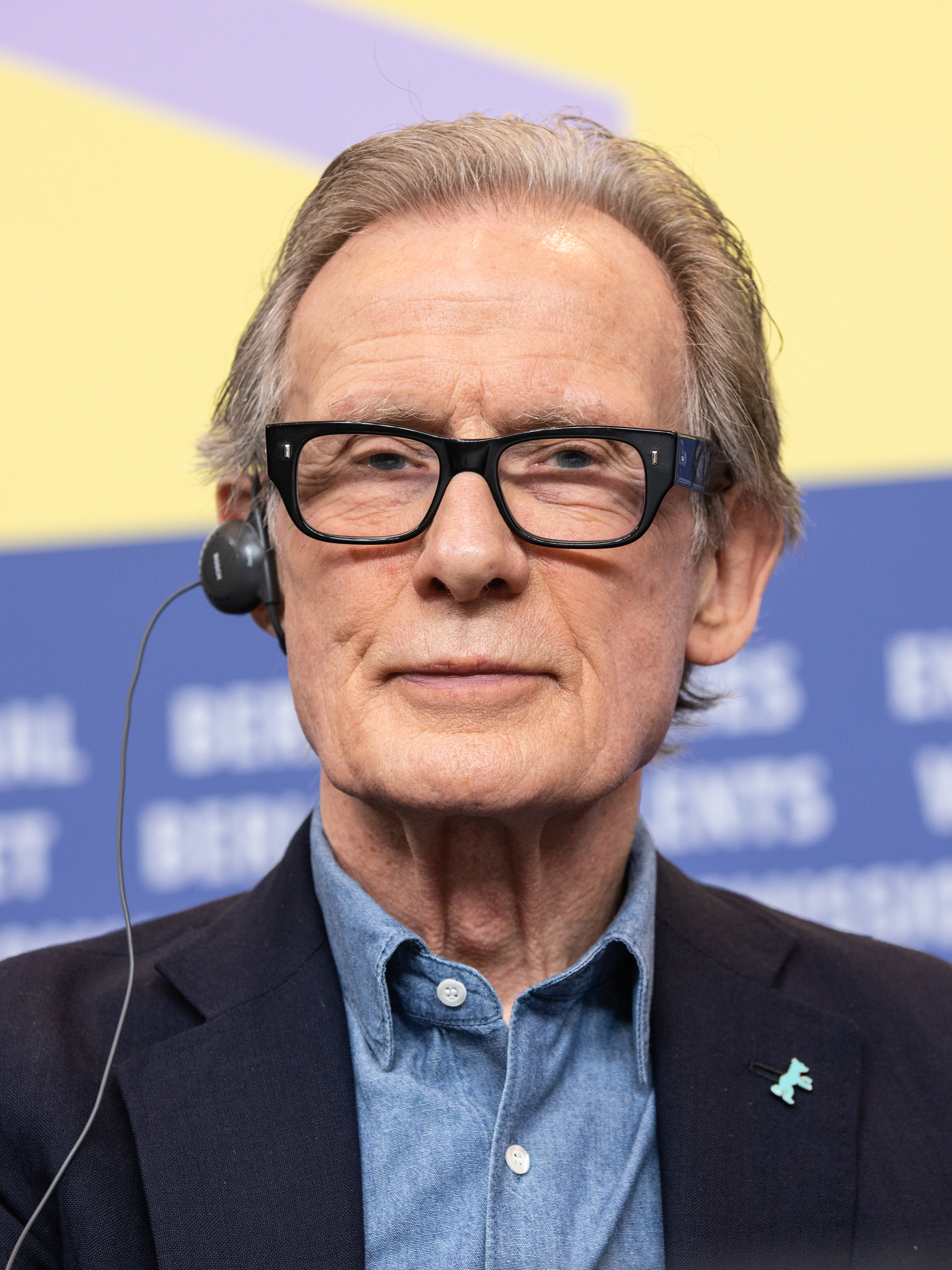
Bill Nighy spielt Mister Williams

Bill Nighy spielt in der Hauptrolle Mr. Williams, Aimee Lou Wood dessen ehemalige Kollegin Margaret. Alex Sharp spielt den neu in der Abteilung anfangenden Peter Wakeling, Adrian Rawlins, Hubert Burton und Oliver Chris dessen neue Kollegen Middleton, Rusbridger und Hart. Tom Burke ist in der Rolle des Schriftstellers namens Sutherland zu sehen, dessen Bekanntschaft Williams macht. Barney Fishwick spielt Williams’ Sohn Michael, Patsy Ferran seine Schwiegertochter Fiona.
Die Kostüme entwarf die mehrfach Oscar-nominierte englische Kostümbildnerin Sandy Powell.
Die deutsche Synchronisation entstand nach einem Dialogbuch von Claudia Sander und der Dialogregie von Monica Bielenstein im Auftrag der FFS Film- & Fernseh-Synchron GmbH, Berlin. Frank Glaubrecht leiht in der deutschen Fassung Nighy in der Rolle von Rodney Williams seine Stimme, Martin Kautz Burke in der Rolle von Mr. Sutherland.

### Dreharbeiten und Filmschnitt
Die Dreharbeiten fanden überwiegend in der County Hall im Londoner Stadtteil Lambeth und damit dem Handlungsort des Films statt, die der Crew einige Tage exklusiv zur Verfügung stand. Das Gebäude diente bis 1986 als Sitz des Greater London Council. Zudem entstanden Aufnahmen in anderen Straßen der Stadt. Als Kameramann fungierte Jamie D. Ramsay. Der Film wurde im heute eher ungewöhnlichen 4:3 Format gedreht.
Den Filmschnitt verantwortete Chris Wyatt, der zuvor für Supernova von Harry Macqueen und Ammonite von Francis Lee als Filmeditor fungierte.

### Filmmusik und Veröffentlichung
Die Filmmusik komponierte Emilie Levienaise-Farrouch, die zuletzt für Die Schlacht um die Schelde von Matthijs van Heijningen Jr. und Censor von Prano Bailey-Bond tätig war. Das Soundtrack-Album mit insgesamt neun Musikstücken wurde am 4. November 2022 von Atlantic Screen Music und Filmtrax als Download veröffentlicht.
Erste Vorstellungen des Films erfolgten ab dem 21. Januar 2022 beim Sundance Film Festival. Anfang September 2022 wurde er bei den Internationalen Filmfestspielen von Venedig gezeigt und im weiteren Verlauf des Monats beim Toronto International Film Festival. Anfang September 2022 wurde er auch beim Telluride Film Festival gezeigt. Ende September 2022 wurde er beim Zurich Film Festival gezeigt. Am 7. Oktober 2022 eröffnete er das Hamptons International Film Festival. Anfang Oktober 2022 wurde er beim London Film Festival vorgestellt. Ebenfalls im Oktober 2022 wurde er bei der Viennale gezeigt. Ende Oktober 2022 schloss er das Tokyo International Film Festival ab. Der Kinostart im Vereinigten Königreich erfolgte am 4. November 2022. Ebenfalls im November 2022 wurde er beim AFI Fest gezeigt. Am 23. Dezember 2022 kam der Film in ausgewählte US-Kinos. Der Kinostart in Deutschland erfolgte am 18. Mai 2023.

## Rezeption

### Kritiken
Der Film konnte bislang 96 Prozent der bei Rotten Tomatoes aufgeführten Kritiker überzeugen bei einer durchschnittlichen Bewertung mit 8 von 10 möglichen Punkten. Auf Metacritic erhielt der Film einen Metascore von 81 von 100 möglichen Punkten.
David Ehrlich von IndieWire schreibt, Bill Nighy spiele Mr. Williams in der Hauptrolle so, dass seine jüngeren Angestellten annehmen, er sei eigentlich unfähig zu menschlichen Gefühlen, und Regisseur Oliver Hermanus kanalisiere Williams’ Pokerface-Zurückhaltung auf eine Weise, die Akira Kurosawas Hauptfigur im Vergleich wie aus einem Film von Michael Bay entsprungen erscheinen lasse. Nachdem Williams seiner Diagnose erhält, arrangiere sich Living zu einem gleichnishaften Porträt von jemandem, der das Beste aus seiner Zeit zu machen versucht, die ihm auf Erden noch bleibt. Ehrlich bemerkt, die Stelle im Film, in der die von Shimura dargebotene japanische Ballade Gondola no Uta aus dem Originalfilm durch Nighys Interpretation des schottischen Folksongs Oh Rowan Tree ausgetauscht wird, sei ein passender melancholischer Ersatz. Getreu Ikiru erzähle Hermanus in Living eine zurückhaltende Geschichte, die von einer bescheidenen Tat abhängt, und wenn das Drehbuch ungefähr zur Mitte des Films eine Bombe platzen lässt, wirke der Rest wie ein „Fallout“.

### Auszeichnungen
Im Rahmen der Verleihung der British Academy Film Awards 2023 befindet sich der Film unter anderem in Longlists in den Kategorien Bester Film, Bestes adaptiertes Drehbuch, Bill Nighy als Bester Hauptdarsteller und Aimee Lou Wood als Beste Nebendarstellerin. Im Folgenden eine Auswahl weiterer Nominierungen und Auszeichnungen.
Alliance of Women Film Journalists Awards 2023
- Nominierung als Bester Schauspieler (Bill Nighy)[28]

British Academy Film Awards 2023
- Nominierung als Bester britischer Film (Oliver Hermanus, Elizabeth Karlsen, Stephen Woolley und Kazuo Ishiguro)
- Nominierung für das Beste adaptierte Drehbuch (Kazuo Ishiguro)
- Nominierung als Bester Hauptdarsteller (Bill Nighy)
- Nominierung als Beste Nachwuchsdarstellerin (Aimee Lou Wood)[29]

British Independent Film Awards 2022
- Nominierung als Bester britischer Independent-Film (Oliver Hermanus, Kazuo Ishiguro, Stephen Woolley, Elizabeth Karlsen)
- Nominierung für die Beste Regie (Oliver Hermanus)
- Nominierung für das Beste Drehbuch (Kazuo Ishiguro)
- Nominierung als Bester Hauptdarsteller (Bill Nighy)
- Nominierung als Beste Nebendarstellerin (Aimee Lou Wood)
- Auszeichnung für die Beste Ausstattung (Helen Scott)
- Nominierung für das Beste Casting (Kahleen Crawford)
- Nominierung für die Besten Kostüme (Sandy Powell)
- Nominierung für die Beste Music Supervision (Rupert Hollier)[30][31]

Camerimage 2022
- Auszeichnung mit dem Bronzenen Frosch (Jamie D. Ramsay)

Chicago Film Critics Association Awards 2022
- Nominierung als Bester Hauptdarsteller (Bill Nighy)[32]

Critics’ Choice Movie Awards 2023
- Nominierung für das Beste adaptierte Drehbuch (Kazuo Ishiguro)
- Nominierung als Bester Hauptdarsteller (Bill Nighy)[33]

Golden Globe Awards 2023
- Nominierung als Bester Hauptdarsteller (Bill Nighy)[34]

Hollywood Music In Media Awards 2022
- Nominierung für die Beste Filmmusik – Independent-Film (Emilie Levienaise – Farrouch)[35]

London Critics’ Circle Film Awards 2023
- Nominierung als Bester Film
- Nominierung als Bester britischer Film
- Nominierung als Bester Hauptdarsteller (Bill Nighy)
- Auszeichnung als Bester britischer Darsteller (Bill Nighy)[36][37]

Los Angeles Film Critics Association Awards 2022
- Auszeichnung in der Kategorie Beste Hauptrolle (Bill Nighy)[38]

National Board of Review Awards 2022
- Aufnahme in die Top Ten der Independentfilme[39]

National Society of Film Critics Awards 2023
- Drittplatzierter in der Kategorie „Bester Hauptdarsteller“ (Bill Nighy)[40]

Online Film Critics Society Awards 2023
- Nominierung als Bester Hauptdarsteller (Bill Nighy)[41]

Oscarverleihung 2023
- Nominierung für das Beste adpatierte Drehbuch (Kazuo Ishiguro)
- Nominierung als Bester Hauptdarsteller (Bill Nighy)

San Sebastián International Film Festival 2022
- Nominierung für den Publikumspreis / City of Donostia Audience Award (Oliver Hermanus)

Satellite Awards 2022
- Nominierung als Bester Spielfilm – Drama
- Nominierung als Bester Hauptdarsteller – Drama (Bill Nighy)
- Nominierung für das Beste adaptierte Drehbuch  (Kazuo Ishiguro)
- Nominierung für die Besten Kostüme (Sandy Powell)[42]

Screen Actors Guild Awards 2023
- Nominierung als Bester Hauptdarsteller (Bill Nighy)[43]

USC Scripter Awards 2023
- Nominierung für die Beste Adaption – Film (Kazuo Ishiguro)[44]